# Octavian Goga Megyei Könyvtár
A Octavian Goga Megyei Könyvtár (románul: Biblioteca Județeană Octavian Goga) Kolozs megye közkönyvtára Kolozsvárt. Fenntartója a Kolozs Megyei Tanács. Névadója Octavian Goga erdélyi román költő, író, politikus. Címe: Honvéd (korábban Külső-Közép, románul Dorobanților) utca 104.

## Története
1951-ben alapították. Először az igazságügyi palotában működött, majd az 1990-es években az épület visszakerült eredeti tulajdonosához, ezért ki kellett költöznie. A Mărăști-lakótelepen kezdődött meg az új, hétemeletes épület kialakítása. Az akkor még nem teljesen befejezett központ 2002-ben nyitotta meg kapuit.

### Igazgatók
- ?–2009: Doina Popa
- 2009– : Sorina Stanca

## Adatok
A főépületnek 16 olvasóterme van.
2013-ban 757 007 dokumentumot őrzött, ebből 689 492 példány könyv, 20 307 hanganyag vagy film, 8152 elektronikus dokumentum, 1579 kézirat, 37 477 egyéb mű.
Beiratkozott olvasóinak száma 2012-ben 32 680 fő volt, akik 494 630 dokumentumot kölcsönöztek ki. Naponta átlagosan 1600-an keresték fel az intézményt.
Az állomány 8-9 százaléka magyar nyelvű, főleg szépirodalom.
A könyvtár 1994-től Tinlib, 2012-től Qulto informatikai szoftvert használ.

### Fiókkönyvtárak
- Farkas (M. Kogălniceanu) u. 7., Teleki-ház
- Hajnalnegyed, Csillagvizsgáló (Observatorului) u. 1.
- Monostori negyed, Izlazului utca 18.

## Lásd még
- Egyetemi Könyvtár (Kolozsvár)

## Külső hivatkozások
- Honlap Archiválva 2008. március 9-i dátummal a Wayback Machine-ben (románul)